# نوراگیوغ
نوراگیوغ  یک روستا در ارمنستان است که در ایروان واقع شده‌است.